# Snežka
Snežka je žensko osebno ime.

## Izvor imena
Ime Snežka je različica ženskega imena Snežana oziroma skrajšana oblika imena (Marija) Snežna.

## Pogostost imena
Po podatkih Statističnega urada Republike Slovenije je bilo na dan 31. decembra 2007 v Sloveniji število ženskih oseb z imenom Snežka: 6.

## Osebni praznik
Osebe z imenom Snežka lahko godujejo takrat kot osebe z imenom Snežana oziroma na dan Marije Snežne.